# Deacock-Gletscher
Der Deacock-Gletscher ist ein Gletscher im Süden der Insel Heard. Er liegt unmittelbar westlich des Lavett Bluff.
Vermessen wurde der Gletscher im Rahmen der Australian National Antarctic Research Expeditions (ANARE) zwischen 1948 und 1963. Das Antarctic Names Committee of Australia (ANCA) benannte ihn nach dem ANARE-Teilnehmer Warwick Deacock (* 1926), der die Heard-Insel 1963 besuchte.